# Zwarte bloedbij
De zwarte bloedbij (Sphecodes niger) is een vliesvleugelig insect uit de familie Halictidae. De wetenschappelijke naam van de soort is voor het eerst geldig gepubliceerd in 1874 door Hagens.